# Дадаш-заде, Камиля Гусейн кызы
Камиля Гусейн кызы Дадаш-заде (азерб. Kamilə Hüseyn qızı Dadaş-zadə) — азербайджанский музыковед. Ректор Азербайджанской национальной консерватории (с 2024).  

## Биография
В 1983 году окончила Азербайджанскую государственную консерваторию по специальности «история и теория музыки».
С 1984 по 1992 год являлась научным работником Объединения ашугов Азербайджана.
С 1992 по 1997 год преподавала в школе-студии при Азербайджанской государственной консерватории.
С 1997 по 2001 год являлась заместителем директора по научно-методической работе, с 2001 года — старшим преподавателем кафедры истории и теории музыки Азербайджанского государственного университета культуры и искусств.
С 2003 года — заведующий кафедрой народной музыки и народных инструментов, доцент,  с 2004 года — заведующий кафедрой музыковедения, с 2015 по 2024 год заведующий кафедрой истории и теории музыки Азербайджанского государственного университета культуры и искусств.
Профессор. 
В 2000 году защитила диссертацию на тему: «Анализ семиотических принципов в напевах дастанов азербайджанских ашугов». Доктор философии по искусствоведению (2000). 
5 марта 2024 года защитила диссертацию по специальности «Музыкальное искусство» на тему: «Синергетика музыки азербайджанского героического эпоса». Доктор искусствоведения. 
Член Союза композиторов Азербайджана (с 2007).
Ректор Азербайджанской национальной консерватории (с 27 ноября 2024).
Автор более 40 научных статей в сфере музыкальной этнографии. Сферой научных интересов является музыкально-эпическое творчество тюркских народов.
Её монография «Система записи дастанов» посвящена изучению эпических мелодий с применением принципов семиотического анализа.
В монографии «Восхождение (У. Гаджибеков и ашугское творчество: интертекстовый диалог)» показано, что одним из основных источников творчества Узеира Гаджибекова является эпическое наследие тюркских народов.
Дадаш-заде впервые в национальном музыковедении внедрила некоторые методологические принципы одного из самых актуальных направлений современной науки — синергетики при исследовании эпических мелодий. 
В монографии «Эпос: Необыкновенная синергетика эпических парадигм» осветила нелинейные аспекты эпической музыки.
Часть научных работ посвящена проблеме теории и истории музыкальной этнографии.
Работы Дадаш-заде о музыкально-эпическом творчестве тюркских народов опубликованы в изданиях, включённых в международные системы цитирования и индексирования.
Выступала с докладами на международных конференциях в Турции, Германии, России, Испании и иных странах. Её доклады об эпическом творчестве тюркских народов были заслушаны на конференциях различных международных организаций (Международный совет традиционной музыки, Международное общество музыкального образования, Европейская лига институтов искусств).
Является одним из авторов доклада «Культурная политика Азербайджана», презентованного Министерством культуры Азербайджана в рамках проекта «STAGE» Совета Европы.
Автор учебника «Музыкальная история». Автор учебных программ и методических рекомендаций.
В Азербайджанском государственном университете культуры и искусств по её инициативе и при организации возглавляемой ею кафедры в течение 23 лёт проводилась международная научно-практическая конференция на тему: «Исследовательские проблемы музыкальной культуры тюркских народов».

## Публикации
- «Система записи дастанов» (монография, 2004)
- «Восхождение (У. Гаджибеков и ашугское творчество: интертекстовый диалог)» (монография, 2014)
- «Эпос: Необыкновенная синергетика эпических парадигм» (монография)
- «О некоторых особенностях претворения искусства ашугов в опере Узеира Гаджибекова «Кёроглу»[4]
- «К проблеме музыкальной самоорганизации эпического искусства (на примере азербайджанского героического эпоса)». Проблемы музыкальной науки, №4, 2020[5].
- «Kitabi-Dədə Qorqud» boylarinin artikulyasiya xüsusiyyətləri». Учёные записки Азербайджанского государственного университета культуры и искусств. №31, 2022[6].

## Звания
- Заслуженный деятель искусств Азербайджана (10 декабря 2013)[7]